# Талалаєв Дмитро Гаврилович
Дмитро Гаврилович Талалаєв (17 червня 1945, місто Макіївка, тепер Донецької області) — радянський діяч, 1-й секретар Київського районного комітету КПУ міста Донецька, голова контрольної комісії Донецької обласної організації КПУ. Член Центральної контрольної комісії КПРС у 1990—1991 роках.

## Життєпис
З 1963 року — учень слюсаря-лекальника, слюсар-лекальник Донецького заводу точного машинобудування.
У 1969 році закінчив Донецький політехнічний інститут.
У 1969—1972 роках — інженер-технолог, майстер спецдільниці, старший майстер дільниці, старший інженер-технолог цеху, начальник дільниці Донецького заводу точного машинобудування.
У 1972—1978 роках — інженер-технолог, начальник технологічного бюро, заступник начальника цеху, інженер-технолог відділу, знову заступник начальника цеху, заступник секретаря партійного комітету Донецького машинобудівного заводу імені Ленінського комсомолу України.
Член КПРС з 1974 року.
У 1978—1988 роках — інструктор, завідувач сектору, заступник завідувача відділу Донецького обласного комітету КПУ.
У 1988—1990 роках — 1-й секретар Київського районного комітету КПУ міста Донецька.
У 1990 — серпні 1991 року — голова контрольної комісії Донецької обласної організації КПУ. 
З 1990-х років — власник Товариство з обмеженою відповідальністю «Гірничорятувальна апаратура» (ТОВ «ГРА») в місті Донецьку.
На 2012 рік — помічник народного депутата України від Партії регіонів Олександра Єгорова на громадських засадах.